# RIGHT BESIDE YOU
『RIGHT BESIDE YOU』（ライト・ビサイド・ユー）は、椎名へきるの7枚目のオリジナルアルバム。

## 解説
- 前作『Face to Face』から約1年2ヶ月ぶりとなった通算7枚目のアルバム。13thシングル「-赤い華- You're gonna change to the flower」のリアレンジ音源を収録、また「BESIDE YOU」も今作から先行してシングルカットされた。なお12thシングル「Everlasting Train～終わりなき旅人～」は未収録である。

- 前々作『Baby blue eyes』及び前作『Face to Face』から作家陣は全て一新され上野浩司、吉田とおる、DAITA（from SIAM SHADE）、大坪稔明等に替わり、森高千里の楽曲等を数多く手がけた斉藤英夫をはじめ、Funta、TUBEの前田亘輝・春畑道哉が参加したPIPELINE PROJECT、シンガーソングライターの新堂敦士も参加している。また4thアルバム『with a will』以来の参加となる岩崎琢や前年ビーイングとの契約を終了したばかりだった明石昌夫がサウンドプロデュースで参加している。こう言った関係からか前々作・前作からのロックテイストの楽曲から生バンドを含めたデジタルロックへと切り替わっている。

- 前々作・前作では椎名自身の作詞楽曲は数曲に留まっていたが、今作では10曲中半分の5曲を椎名自身が作詞を手掛けている。

- ベストアルバム『b-side you〜B-SIDE COLLECTION〜』と同時発売となった。

## 収録曲
| #         | タイトル                                                        | 作詞             | 作曲                  | 編曲      | 時間  |
| --------- | --------------------------------------------------------------- | ---------------- | --------------------- | --------- | ----- |
| 1.        | 「REAL LOVE」                                                   | 林慶一・明本梨江 | 林慶一                | 斉藤英夫  | 3:15  |
| 2.        | 「BESIDE YOU」                                                  | UCO              | UCO+吉見              | 明石昌夫  | 4:26  |
| 3.        | 「恋」                                                          | 椎名へきる       | 斉藤英夫              | 斉藤英夫  | 4:39  |
| 4.        | 「G線上ロマンス」                                               | 椎名へきる       | 鎌田常治              | 斉藤英夫  | 4:56  |
| 5.        | 「One」                                                         | 新堂敦士         | 新堂敦士              | 岩崎琢    | 4:01  |
| 6.        | 「海になれるよ」                                                | UCO              | UCO+吉見              | 斉藤英夫  | 4:40  |
| 7.        | 「my starship－夢の飛行船－」                                   | 椎名へきる       | 山崎利明              | 山崎利明  | 5:40  |
| 8.        | 「Thousands of stars」                                          | 椎名へきる       | 嘉多山信              | 岩崎琢    | 4:46  |
| 9.        | 「RIDE A WAVE」                                                 | UCO              | 斉藤英夫・TACOS NAOMI | 斉藤英夫  | 4:54  |
| 10.       | 「-赤い華- You're gonna change to the flower（Album Version）」 | 椎名へきる       | PIPELINE PROJECT      | 明石昌夫  | 4:45  |
| 合計時間: | 合計時間:                                                       | 合計時間:        | 合計時間:             | 合計時間: | 46:02 |